# Équipe de Nouvelle-Zélande de rugby à sept
L'équipe de Nouvelle-Zélande de rugby à sept  surnommé les All Blacks Sevens est l'équipe qui représente la Nouvelle-Zélande dans les principales compétitions internationales de rugby à sept au sein des World Rugby Sevens Series, de la Coupe du monde de rugby à sept et des Jeux du Commonwealth.
Les All Blacks Sevens sont régulièrement favoris pour remporter la Coupe du monde de rugby, étant les seuls (avec les Fidji) à compter deux titres, remportés en 2001 et en 2013, mais aussi les World Rugby Sevens Serie qu'ils disputent chaque année contre quatorze équipes nationales et qu'ils ont remporté 12 fois (2000, 2001, 2002, 2003, 2004, 2005, 2007, 2008, 2011, 2012, 2013, 2014).

## Histoire
Le premier match officiel de la Nouvelle-Zélande a lieu en Écosse le 7 avril 1973 lors du Tournoi international de rugby à 7. La Nouvelle-Zélande perd ce match par 22 contre 18 face à l’Irlande.

### 2007
Lors des 2006-07 series, le championnat était encore indécis jusqu'au dernier rendez-vous à Murrayfield, Édimbourg. Si les Fidji avaient gagné leur quart de finale contre les Gallois alors ils auraient gagné le championnat mais ils ont perdu 21-14. En conséquence, la Nouvelle-Zélande avait juste besoin de gagner la finale contre les Samoa pour gagner le titre et avec six essais contre un seul, 34-5, ils furent sacrés champions.

### 2008

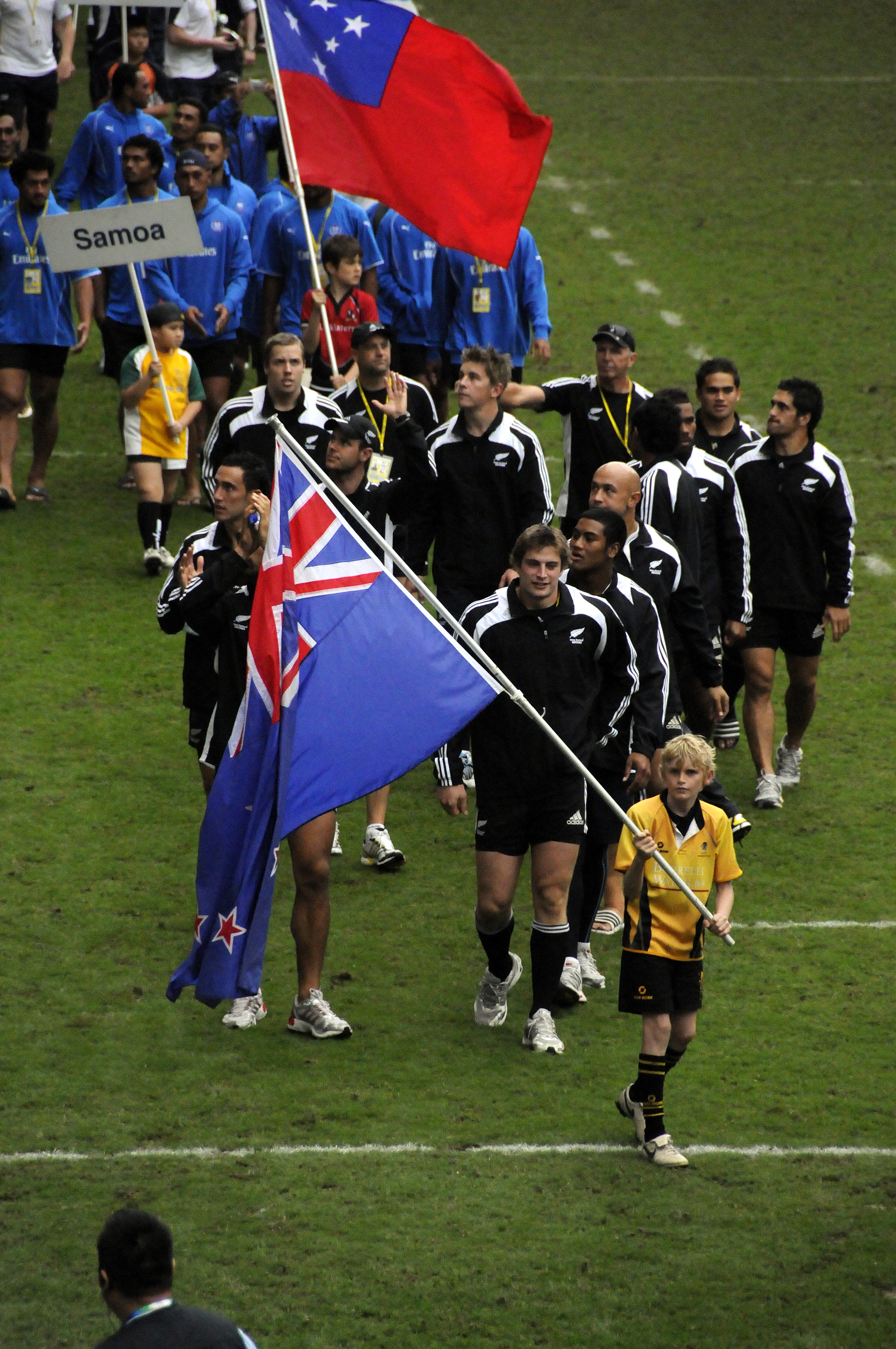
Les All Blacks Sevens au Hong Kong Sevens en 2009.

L'édition 2007-08 est le théâtre de plusieurs records de l'équipe de Nouvelle-Zélande. Ils deviennent la première équipe en neuf années d'histoire des Sevens series à avoir gagné les quatre premiers événements de la saison, gagnant à Dubai, en Afrique du Sud, à Wellington et aux États-Unis. Au cours de la compétition aux États-Unis, ils battirent leur propre record, réalisé en 2001 et 2002, du plus grand nombre de matchs gagnés consécutivement au cours des Sevens series.
Leur série record de tournois gagnés (7) et de matchs gagnés (47) prit fin en finale du tournoi d'Adelaide avec une défaite 15-7 face à l'Afrique du Sud.
Les All Blacks Sevens entament la coupe du monde de 2013 sur une bonne note en terminant premiers de leur poule : après s'être débarrassés du Canada (31–12) ils dominent tranquillement la Géorgie (26–7) mais plus difficillement des États-Unis (26–19) et se qualifient pour les quarts de finale. Après avoir vaincu le tenant du titre, le Pays de Galles (26-10), les néo-zélandais affrontent les Fidji en demi-finale, qu'ils parviennent à balayer sévèrement (33-00) Les All Blacks Sevens retrouvent l'Angleterre en finale, équipe qu'ils n'avaient jusqu'alors jamais affronté à ce stade de la compétition, pour une victoire (33-0) au terme d'un match à sens unique.

## Aspects sportifs

### Jeux olympiques
| Édition | Organisateur | Résultat |
| ------- | ------------ | -------- |
| 2016    | Brésil       | 5e       |
| 2020    | Japon        | 2e       |
| 2024    | France       | 5e       |

### Coupe du monde
| Édition | Organisateur        | Résultat        |
| ------- | ------------------- | --------------- |
| 1993    | Écosse              | Quart de finale |
| 1997    | Hong Kong           | 4e              |
| 2001    | Argentine           | 1er             |
| 2005    | Hong Kong           | 2e              |
| 2009    | Émirats arabes unis | Quart de finale |
| 2013    | Russie              | 1er             |
| 2018    | États-Unis          | 1er             |
| 2022    | Afrique du Sud      | 2e              |

### World Rugby Sevens Series
- Étapes gagnées : 58

| Édition   | Place | Étapes gagnées                                                                    |
| --------- | ----- | --------------------------------------------------------------------------------- |
| 1999-2000 | 1er   | 5 : Dubaï, Uruguay, Fidji, Hong Kong, France                                      |
| 2000-2001 | 1er   | 6 : Afrique du Sud, Dubaï, Hong Kong, Japon, Angleterre, Pays de Galles           |
| 2001-2002 | 1er   | 7 : Afrique du Sud, Chili, Chine, Singapour, Malaysie, Angleterre, Pays de Galles |
| 2002-2003 | 1er   | 2 : Dubaï, Nouvelle-Zélande                                                       |
| 2003-2004 | 1er   | 2 : France, Nouvelle-Zélande                                                      |
| 2004-2005 | 1er   | 4 : Singapour, États-Unis, Nouvelle-Zélande, Afrique du Sud                       |
| 2005-2006 | 4e    |                                                                                   |
| 2006-2007 | 1er   | 3 : Écosse, Angleterre, Afrique du Sud                                            |
| 2007-2008 | 1er   | 6 : Écosse, Hong Kong, États-Unis, Nouvelle-Zélande, Afrique du Sud, Dubaï        |
| 2008-2009 | 4e    |                                                                                   |
| 2009-2010 | 2e    | 2 : Afrique du Sud, Dubaï                                                         |
| 2010-2011 | 1er   | 4 : Australie, Hong Kong, Nouvelle-Zélande, Afrique du Sud                        |
| 2011-2012 | 1er   | 3 : Écosse, Nouvelle-Zélande, Afrique du Sud                                      |
| 2012-2013 | 1er   | 2 : Angleterre, Afrique du Sud                                                    |
| 2013-2014 | 1er   | 5 : Angleterre, Écosse, Hong Kong, Nouvelle-Zélande, Australie                    |
| 2014-2015 | 3e    | 1 : Nouvelle-Zélande                                                              |
| 2015-2016 | 3e    | 3 : Australie, Nouvelle-Zélande, Canada                                           |
| 2016-2017 | 4e    |                                                                                   |
| 2017-2018 | 3e    | 1 : Afrique du Sud                                                                |
| 2018-2019 |       | 2 : DubaÏ, Australie                                                              |

### Jeux du Commonwealths
| Jeux du Commonwealth de 1998 | Médaille d'or     |
| Jeux du Commonwealth de 2002 | Médaille d'or     |
| Jeux du Commonwealth de 2006 | Médaille d'or     |
| Jeux du Commonwealth de 2010 | Médaille d'or     |
| Jeux du Commonwealth de 2014 | Médaille d'argent |

## Composition et préparation des All Blacks Sevens

### Équipe en 2015
| Nom                 | Naissance | Sélections (Pts marqués) | Club                            | Année de 1re sélection |
| ------------------- | --------- | ------------------------ | ------------------------------- | ---------------------- |
| Dylan Collier       |           |                          | Waikato Rugby Union             |                        |
| Scott Curry         |           |                          | Bay of Plenty Rugby Union       |                        |
| Sam Dickson         |           |                          | Canterbury Rugby Football Union |                        |
| DJ Forbes           |           |                          | Counties Manukau Rugby Union    |                        |
| Gillies Kaka        |           |                          | Hawke's Bay Rugby Union         |                        |
| Akira Ioane         |           |                          | Auckland Rugby Football Union   |                        |
| Rieko Ioane         |           |                          | Auckland Rugby Football Union   |                        |
| Ben Lam             |           |                          | Auckland Rugby Football Union   |                        |
| Liam Messam         |           |                          | Waikato Rugby Union             |                        |
| Tim Mikkelson       |           |                          | Waikato Rugby Union             |                        |
| Ardie Savea         |           |                          | Wellington Rugby Football Union |                        |
| Sherwin Stowers     |           |                          | Counties Manukau Rugby Union    |                        |
| Sam Vaka            |           |                          | Counties Manukau Rugby Union    |                        |
| Beaudein Waaka      |           |                          | Taranaki Rugby Football Union   |                        |
| Joe Webber          |           |                          | Waikato Rugby Union             |                        |
| Sonny Bill Williams |           |                          | Counties Manukau Rugby Union    |                        |
| Kurt Baker          |           |                          | Highlanders                     |                        |

## Équipe 2008
- Tomasi Cama (Manawatu)
- Edwin Cocker (Auckland)
- Israel Dagg (Hawkes Bay)
- DJ Forbes (Auckland, Captain)
- Nigel Hunt (Wellington)
- Tafai Ioasa (Hawkes Bay)
- Solomon King (Bay of Plenty)
- Zar Lawrence (North Harbour)
- Kendrick Lynn (Southland)
- Ben Nowell (Canterbury)
- Afeleke Pelenise (Tasman)
- Rene Ranger (Northland)
- Lote Raikabula (Hawkes Bay)
- Nafi Tuitavake (North Harbour)
- Chad Tuoro (Counties Manukau)
- Victor Vito (Wellington)
- Steven Yates (Canterbury)

## Entraîneurs
- Gordon Tietjens (Head Coach)
- Eric Rush (Assistant Coach)
- Martin Rogers

## Joueurs emblématiques
Joueurs élus meilleur joueur international de rugby à sept par World Rugby
- Orene Ai'i en 2005
- Afeleke Pelenise en 2007
- DJ Forbes en 2008
- Tomasi Cama Junior en 2012
- Tim Mikkelson en 2013